# Вискача
Вискача (лат. Lagostomus maximus) је јужноамеричка врста глодара из породице чинчила (Chinchillidae). 

## Распрострањење
Ареал врсте је ограничен на три јужноамеричке државе: Аргентину, Боливију и Парагвај.

## Станиште
Станиште врсте је травна вегетација (подручје пампе).

## Угроженост
Ова врста није угрожена, и наведена је као последња брига јер има широко распрострањење.